# Zimnjaja visjnja
Zimnjaja visjnja (russisk: Зимняя вишня, da.: Vinterkirsebær) er en sovjetisk spillefilm fra 1985 instrueret af Igor Maslennikov.

## Medvirkende
- Jelena Safonova som Olga
- Vitalij Solomin som Vadim Dasjkov
- Ivars Kalniņš som Gerbert
- Nina Ruslanova som Larisa
- Larisa Udovitjenko som Valja